# Mesochorus coartatus
Mesochorus coartatus là một loài tò vò trong họ Ichneumonidae.